# Plaza de Murillo
La Plaza de Murillo es una plaza situada junto a la fachada sur del Museo del Prado y el Jardín Botánico de Madrid. Forma parte del Paisaje de la Luz. Está dedicada al  pintor sevillano Bartolomé Esteban Murillo con una estatua del pintor.

## Descripción
La Plaza de Murillo se encuentra al recorrer el Paseo del Prado, un paseo lleno de monumentos históricos, y rodeada de museos, parques, iglesias y jardines.
En el interior de la plaza está la estatua de bronce realizada en el año 1859 por el escultor Sabino Medina y Peñas y el pedestal de piedra donde está apoyada la estatua es del arquitecto González Pescador. Se trata de una réplica ya que la original se encuentra en la plaza del Museo de Bellas Artes de Sevilla. La estatua de Madrid fue inaugurada por  Amadeo de Saboya en 1871.
La Plaza de Murillo cuenta con un jardín central dividido por setos en cuatro zonas, una arboleda y una estatua en el centro, homenaje al pintor sevillano Bartolomé Esteban Murillo. Tiene una superficie de 5.600 metros cuadrados.
En la arboleda  encontramos representación de diversas especies: castaño de indias, magnolios, abeto del Himalaya, macizos arbustivos, macizos en flor.... destacando una Picea de Afganistán.